# ماساتو ساتو
ماساتو ساتو (باليابانية: Masato SATO، بالروماجي: 佐藤真人) هو مخرج ورسام رسوم متحركة ومصمم شخصيات أنيمي ياباني.
شارك في إخراج العديد من الأنيميات منها «المحقق كونان» منذ بداية بثه. وفي الفترة ما بين أغسطس 2003 إلى مايو 2008، كان مديراً للمسلسل التلفزيوني نيابة عن ياسويشيرو ياماموتو. كذلك شارك في إخراج العديد من الأنيميات.

## روابط خارجية
- ماساتو ساتو على موقع IMDb (الإنجليزية)
- ماساتو ساتو على موقع قاعدة بيانات الفيلم (الإنجليزية)